# Arcoppia rotunda
Arcoppia rotunda är en kvalsterart som beskrevs av Hammer 1979. Arcoppia rotunda ingår i släktet Arcoppia och familjen Oppiidae. Inga underarter finns listade i Catalogue of Life.